# Билецкий, Леонид Тимофеевич
Леони́д Тимофе́евич Биле́цкий (укр. Леонід Тимофійович Білецький; 5 [17] июня 1882, Листвиновка, Волынская губерния — 5 февраля 1955, Виннипег) — украинский литературовед и педагог, профессор. Доктор филологии (1936). Президент Украинской свободной академии наук (1948—1952). Действительный член Научного общества имени Т. Г. Шевченко.

## Биография
Леонид Тимофеевич Билецкий родился 5 мая 1882 в селе Листвиновка (ныне — в Коростенском районе Житомирской области Украины). После окончания в 1913 году с отличием Киевского университета Св. Владимира был оставлен при университете для подготовки к профессорскому званию.
С 1918 года — приват-доцент Каменец-Подольского государственного украинского университета.
Был первым редактором ежедневной газеты «Жизнь Подолья» (укр. «Життя Поділля»). В конце 1920 года выехал за границу.
В 1922—1924 годах преподавал методологию украинской литературы, историю украинской драматургии в украинском тайном университете во Львове.
Затем переехал в Чехословакию. Стал первым ректором Украинского высшего педагогического института имени Драгоманова в Праге. Профессор. Действительный член пражского Славянского института АН Чехословакии.
В феврале 1949 года эмигрировал в Канаду и поселился в Виннипеге. Был председателем культурно-образовательного совета Комитета украинцев Канады, профессором Коллегии святого Андрея в Виннипеге.
С 1951 года начал работать в издательстве «Тризуб» над изданием «Кобзаря» Т. Шевченко. В этот период осуществил издание произведений Тараса Шевченко в четырёх томах («Кобзарь», Виннипег, 1952—1954), которое отличалось от предыдущего тем, что произведения поэта были изданы в их первоначальном варианте без правок.
Известен тем, что стал первым президентом Украинской свободной академии наук в Канаде.

## Творческая и научная деятельность
Л. Билецкому принадлежат интересные исследования о творчестве украинских писателей XIX века, истории украинской литературы, а также исследования памятника древнерусского права «Правда Руськая»
Одним из первых, осуществил систематический подход к психологической теории поэтики А. Потебни.

## Избранные научные работы
- Основи літературно-наукової критики,
- Перспективи в літературній критиці. — 1925.
- Принципи в літературному дослідженні і критиці. — 1927.
- Історія української літератури. (том I) — Аугсбурґ, 1947.
- Марко Вовчок та її творчість. — 1948.
- Віруючий Шевченко. — 1949.
- Дмитро Дорошенко. — 1949.
- Три сильветки: Марко Вовчок, Ольга Кобилянська, Леся Українка. — 1951
- Українські піонери в Канаді. — 1951.
- Перша читанка: Підручник. — 1951.
- Рідне слово: Підручник. — 1956.